# Nils M. Jensen
Nils Marius Jensen (født 1960) er arkæolog og diplomjournalist. I 2008 blev han direktør for Organisationen Danske Museer - ODM.
Nils M. Jensen er cand.phil. i forhistorisk arkæologi fra Aarhus Universitet (1987). I 1996 diplomjournalist fra Danmarks Journalisthøjskole og i 2008 lederuddannet (KIOL) fra Danmarks Forvaltningshøjskole.
1987-1989 videnskabelig assistent i Den Fynske Landsby. 1989-1991 museumsinspektør ved Odense Bys Museer, Museumscenter Hollufgaard. 1991-1999 kommunikationsansvarlig ved Odense Bys Museer. 1999-2002 lektor og souschef på Museumshøjskolen. 2002-2004 direktionssekretær på Nationalmuseet, hvor han efterfølgende til 2008 var kommunikationschef. Siden 2008 direktør for Organisationen Danske Museer. Siden 1989, efter deltagelse i kulturhistorisk rekognoscering støttet af Carlsbergfondet, udstillingsarbejde og rejseleder på talrige kulturhistoriske rejser i Grønland.

## Bestyrelsesarbejde
Nils M. Jensen er eller har været bestyrelsesmedlem i: Foreningen af Danske Museumsformidlere 1991-97; ICOM - Cultural Education and Cultural Action, Danmark 1994-97; Dansk Kulturhistorisk Museumsforening 1994-99, næstformand 2003-05; Organisationen Danske Museer 2005-08; medl. af Den Danske Publicistklub fra 2002; medl. af forretningsudvalget for Museumsrådet for København og Frederiksberg 2003-08; Censor i museologi på Afdeling for Kunsthistorie og Center for Museologi, Aarhus Universitet 2002-10; medlem af Den Selvejende Institution Fregatten Jylland, Ebeltoft, fra 2007 - 2017; Danske Turistattraktioner (DTA) 2005-11; Attraktionernes Udviklingsfond fra 2011, formand 2014; Den Selvejende Institution Museumstjenesten fra 2009; executive member of the Network of European Museums Organisation (NEMO) 2012-2018; medl. af bestyrelsen for Nationalt Videncenter for Historie og Kulturarvsformidling fra 2014- 2019. Fra 2016: Ambassadør for Hands On! International Association of children's museums. Fra 2018: Formand for Andersen International Kindergarten College, Bogense (AIKC).